# Janine Cayet
Pour les articles homonymes, voir Cayet.
Janine Cayet, née le 24 mai 1943 à Nîmes (Gard), est une femme politique française.

## Détail des mandats, fonctions et distinctions

### Mandats locaux
- 1983-2008 : Conseiller municipal de Trappes

- 2002-2010 : Conseiller régional d'Île-de-France

### Mandats parlementaires
- 18 juin 1993 - 18 juillet 1994 : Député français au Parlement européen : Membre de la Commission du développement et de la coopération - Membre du Parlement à l'Assemblée paritaire de l'accord conclu entre les États d'Afrique, des Caraïbes et du Pacifique et la Communauté économique européenne (ACP-CEE)

- 1995-2000 : Membre du Conseil économique et social (CES)
- 2010-2015 : Membre du Conseil économique, social et environnemental (CESE)

### Mandats politiques
- 1983-1997 : Membre du Bureau politique du Parti républicain (PR)
- 1985-1998 : Membre du Comité directeur des clubs Perspectives et réalités
- 1988-1993 : Conseiller national de l'Union pour la démocratie française (UDF)
- 1997-1998 : Membre du Bureau politique de Démocratie libérale (DL)

### Autres fonctions
- 1991-2015 : Présidente fondatrice de l'Association Pour l'Accueil des Personnes Handicapées et des Personnes Âgées (APAPHPA), à l'origine du projet pilote des << Maisons de Lyliane >> solution novatrice pour la prise en charge des personnes handicapées mentales vieillissantes ; étendue depuis aux personnes handicapées mentales de tous âges, dont les personnes en situation d'emploi (ESAT) qui exploite aujourd'hui cinq établissements sur deux sites, et emploie 200 salariés pour accueillir 300 usager
- 1995-1996 : Directrice chargée des Relations avec les institutions européennes au Comité des constructeurs français d'automobiles (CCFA)
- 1996-2015 : Présidente du Syndicat des employeurs associatifs de l'action sociale et médico-sociale (SYNEAS)
- 2001-2015 : Présidente d'Obligation d'emploi des travailleurs handicapés (OETH)

### Distinctions
- Chevalier de l'Ordre National du Mérite, remise au CES le 27 février 2002 par Anne-Marie Idrac

- Chevalier de la Légion d'Honneur, remise au CESE le 22 mars 2012 par Gérard Larcher

## Nouveaux projets...
Complètement à la retraite à l'automne 2015, elle rejoint le 24 novembre, le projet collectif familial du développement touristique et culturel du domaine de Pernant (maison d'hôtes, gîtes ruraux, salle de mariages et séminaires) dont la restauration du Château de Pernant, monument historique classé en 2007, largement ruiné en juillet 1918 en prélude à la Bataille de Soissons, laissé à l'abandon tout le XXe siècle par ses propriétaires.